# Olethrius tyrannus
Olethrius tyrannus (лат.) — вид жуков-усачей из подсемейства прионин. Распространён в Новой Каледонии, Папуа — Новой Гвинее, Соломоновых Островах, Вануату и Фиджи. Для личинок номинативного подвида кормовым растением отмечена кокосовая пальма, а для O. t. salomonum — Araucaria columnari.
Общая длина взрослых насекомых около 63 мм. Жуки тёмно-каштанового цвета. Переднеспинка и голова почти гладкие, с некоторыми тускло-жёлтыми волосками, более густыми на лябруме (верхней губе). Грудь не густо покрыта длинными желтоватыми волосками.